# Parki narodowe w Austrii
Parki narodowe w Austrii – obszary prawnie chronione na terenie Austrii, obejmujące cenne obszary naturalne, gdzie przyroda może rozwijać się w sposób niezakłócony.
W Austrii znajduje się 6 parków narodowych (stan na 2019).

## Historia
Według Konstytucji Austrii ochrona przyrody to odpowiedzialność krajów związkowych. W związku z tym ustanowienie parku narodowego wymaga zawarcia umowy między rządem federalnym a danym krajem związkowym.
Obecnie (2019) na terenie Austrii znajduje się 6 parków narodowych o łącznej powierzchni 2380,35 km², co stanowi 3% powierzchni kraju.

## Parki narodowe
Poniższa tabela przedstawia austriackie parki narodowe:
Nazwa parku narodowego – polska nazwa wraz z nazwą w języku niemieckim;
 Rok – rok utworzenia/poszerzenia parku;
Powierzchnia – powierzchnia parku w km²;
Położenie – kraj związkowy;
Uwagi – informacje na temat statusu rezerwatu biosfery UNESCO, posiadanych certyfikatów, przyznanych nagród i wyróżnień międzynarodowych itp.
| Lp. | Zdjęcie | Nazwa parku narodowego                                                             | Rok            | Powierzchnia (km²) | Położenie               | Uwagi |
| --- | ------- | ---------------------------------------------------------------------------------- | -------------- | ------------------ | ----------------------- | --- |
| 1.  |         | Park Narodowy Wysokich Taurów Nationalpark Hohe Tauern                             | 1981 1984 1991 | 1856               | Salzburg Tyrol Karyntia | |
| 2.  |         | Park Narodowy „Jezioro Nezyderskie-Seewinkel” Nationalpark Neusiedlersee-Seewinkel | 1993           | 96,74              | Burgenland              | W 1982 roku obszar Neusiedlersee, Seewinkel i Hanság został wpisany na listę konwencji ramsarskiej; Światowe dziedzictwo UNESCO (2001) |
| 3.  |         | Park Narodowy Łęgów Naddunajskich Nationalpark Donau-Auen                          | 1996           | 93                 | Dolna Austria Wiedeń    | |
| 4.  |         | Park Narodowy Alp Wapiennych Nationalpark Kalkalpen                                | 1997           | 208,25             | Górna Austria           | W 2004 roku wpisany na listę konwencji ramsarskiej                                                                                     |
| 5.  |         | Park Narodowy Doliny Dyi Nationalpark Thayatal                                     | 2000           | 13,3               | Dolna Austria           | |
| 6.  |         | Park Narodowy Gesäuse Nationalpark Gesäuse                                         | 2002           | 113,06             | Styria                  | |